# Catriel Orcellet
Catriel Iván Víctor Orcellet (Villa Elisa, Entre Ríos, Argentina, 10 de mayo de 1978) es un exfutbolista argentino. Jugaba de arquero y su último equipo fue Defensores de Pronunciamiento, donde fue dirigido por su hermano Hernán Orcellet, DT del equipo.
El 12 de marzo de 2017 convirtió un gol frente a Libertad de Sunchales luego de ir a buscar el empate en la última jugada, el partido finalizaría 1 a 1.
Posee un récord bastante curioso ya que es el único arquero que en un partido de la liga (Valladolid 0-4 Racing de Santander) ingresó desde el banco y atajó dos penales. Este record lo alcanzó el 5 de octubre de 2003, tapándole el primer penal a Javi Guerrero y el segundo a Regueiro.

## Clubes
| Club                                         | País      | Año       |
| -------------------------------------------- | --------- | --------- |
| Boca Juniors                                 | Argentina | 1996-2000 |
| Gimnasia y Esgrima de Concepción del Uruguay | Argentina | 2000-2002 |
| Nueva Chicago                                | Argentina | 2002-2003 |
| Real Valladolid                              | España    | 2003-2004 |
| Talleres                                     | Argentina | 2004-2005 |
| Lanús                                        | Argentina | 2005-2006 |
| Arsenal                                      | Argentina | 2006-2012 |
| Gimnasia y Esgrima de Concepción del Uruguay | Argentina | 2012-2016 |
| Defensores de Pronunciamiento                | Argentina | 2016-2020 |

## Palmarés

### Campeonatos nacionales
| Título           | Club               | País      | Año    |
| ---------------- | ------------------ | --------- | ------ |
| Primera División | Boca Juniors       | Argentina | C-1999 |
| Primera División | Arsenal de Sarandí | Argentina | C-2012 |

### Copas internacionales
| Título            | Club               | País      | Año  |
| ----------------- | ------------------ | --------- | ---- |
| Copa Sudamericana | Arsenal de Sarandí | Argentina | 2007 |
| Copa Suruga Bank  | Arsenal de Sarandí | Argentina | 2008 |